# Ramsø Herred

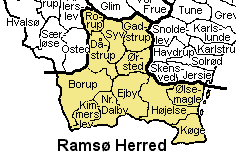
Ramsø Herred

Ramsø Herred was een herred in het voormalige Roskilde Amt in Denemarken. In Kong Valdemars Jordebog komt de herred voor als  Ramsyohæreth. Vanaf 1808 was de herred deel van het amtsraadskreds Roskilde binnen Kopenhagen Amt. Bij de bestuurlijke reorganisatie in 1970 ging het gebied op in de nieuwe provincie Roskilde.

## Parochies
Naast de stad Køge omvatte de herred 12 parochies.
- Boholte (niet op de kaart)
- Borup
- Dåstrup
- Ejby
- Gadstrup
- Højelse
- Kimmerslev
- Køge
- Nørre Dalby
- Rorup
- Syv
- Ølsemagle
- Ørsted